# Nagroda im. Lecha Kaczyńskiego
Nagroda im. Lecha Kaczyńskiego – nagroda przyznawana od 2011 roku przez Kongres „Polska Wielki Projekt” twórcom kultury i sztuki.

## Historia
Nagroda została ustanowiona w 2011 roku przez organizatorów Kongresu „Polska Wielki Projekt”. Patronem wybrano prezydenta RP Lecha Kaczyńskiego. Przyznawana jest twórcom, „których dzieła przyczyniają się do lepszego poznania i zrozumienia historii, tradycji i współczesności naszego kraju”. W latach 2011–2015 nagradzani otrzymywali nagrodę w formie statuetki pt. „Lśnienie” autorstwa Teresy Murak. Od 2016 laureaci otrzymują jedenastościenną bryłę geometryczną zaprojektowaną przez Janusza Kapustę.
Kapitułę nagrody tworzyli lub tworzą: Jan Olszewski, Maryna Miklaszewska, Janusz Krasiński, Wojciech Kilar, Jarosław Marek Rymkiewicz, Antoni Krauze, Marek Nowakowski, Andrzej Gwiazda, Zdzisław Krasnodębski, Zuzanna Kurtyka, Bogusław Nizieński, Joanna Wnuk-Nazarowa, Andrzej Krauze, Andrzej Nowak, Lech Majewski, Jerzy Kalina, Michał Lorenc, Antoni Libera.

## Nagrodzeni
Osoby uhonorowane przez kapitułę od 2011 roku:
| Rok  | Twórca                    | Zdjęcie |
| ---- | ------------------------- | ------- |
| 2011 | Wojciech Kilar            |         |
| 2012 | Lech Majewski             |         |
| 2013 | Jerzy Kalina              |         |
| 2014 | Marek Nowakowski          |         |
| 2015 | Michał Lorenc             |         |
| 2016 | Jarosław Marek Rymkiewicz |         |
| 2017 | Antoni Krauze             |         |
| 2017 | Andrzej Krauze            |         |
| 2018 | Antoni Libera             |         |
| 2019 | Andrzej Nowak             |         |
| 2020 | Bronisław Wildstein       |         |
| 2021 | Ludwika Ogorzelec         |         |
| 2022 | Ryszard Legutko           |         |
| 2023 | Janusz Kapusta            |         |